# In the Lost Lands
In the Lost Lands ist ein Fantasy-Abenteuer von Paul W. S. Anderson. Der Postapokalypse-Western mit seiner Ehefrau Milla Jovovich und Dave Bautista in den Hauptrollen  basiert auf drei Kurzgeschichten von George R. R. Martin und spielt in einer Fantasywelt, in der eine Hexe und ein Revolverheld gemeinsam losziehen, um einen sagenumwobenen Werwolf zur Strecke zu bringen. In the Lost Lands kam Anfang März 2025 in die US-amerikanischen, deutschen und Schweizer Kinos.

## Handlung
Die Hexe Gray Alys sucht, nach einem alles zerstörenden Krieg in einer verlorenen Welt, nach der abgezogenen Haut eines Werwolfs. Mit dieser soll die Königin, die sie beauftragt hat, zur Gestaltenwandlerin werden, um ihr Liebesglück erfüllen zu können. Im mysteriösen Monsterjäger Boyce findet Gray Alys einen Partner, der sie durch die "Lost Lands" führt. Die Hexe hat die Gabe, jeden Wunsch in Erfüllung gehen zu lassen. Jedes Mal aufs Neue warnt Gray Alys die Wünschenden, man solle stets vorsichtig sein, was man sich da wünscht.

## Produktion

### Literarische Vorlage und Filmstab
Der Film basiert auf drei Kurzgeschichten von George R. R. Martin, überwiegend der titelgebenden Kurzgeschichte In the Lost Lands mit der Hexe Gray Alys als Protagonistin. Auch in den beiden Kurzgeschichten  The Lonely Songs of Laren Dorr und Bitterblooms erzählt Martin Geschichten über zentrale Frauenfiguren.
Regie führte Paul W. S. Anderson. Das Drehbuch schrieb Constantin Werner, der hierfür Martins Kurzgeschichten zusammenfügte.

### Besetzung, Synchronisation und Dreharbeiten
Milla Jovovich, die Ehefrau des Regisseurs, spielt die Zauberin Gray Alys und Dave Bautista den Monsterjäger Boyce. Beide treten auch als Produzenten des Films in Erscheinung. Amara Okereke ist in der Rolle von Königin Melange zu sehen, von der Gray Alys mit der Suche nach dem Werwolf beauftragt wurde. Die Spanierin Arly Jover spielt die Vollstreckerin Ash, die ihre Fährte verfolgt.
Die deutsche Synchronisation entstand nach der Dialogregie und dem Dialogdrehbuch von Sven Hasper im Auftrag der Loft Tonstudios Berlin GmbH.
| Darsteller            | Synchronsprecher     | Rolle                   |
| --------------------- | -------------------- | ----------------------- |
| Dave Bautista         | Tilo Schmitz         | Boyce                   |
| Milla Jovovich        | Meret Becker         | Gray Alys               |
| Arly Jover            | Katrin Fröhlich      | Ash, die Vollstreckerin |
| Amara Okereke         | Giovanna Winterfeldt | Königin                 |
| Fraser James          | Milton Welsh         | Patriarch Johan         |
| Eveline Hall          | Eveline Hall         | alte Frau               |
| Simon Lööf            | Amadeus Strobl       | Jerais                  |
| Deirdre Mullins       | Cornelia Waibel      | Mara                    |
| Sebastian Stankiewicz | Christian Gaul       | Ross                    |

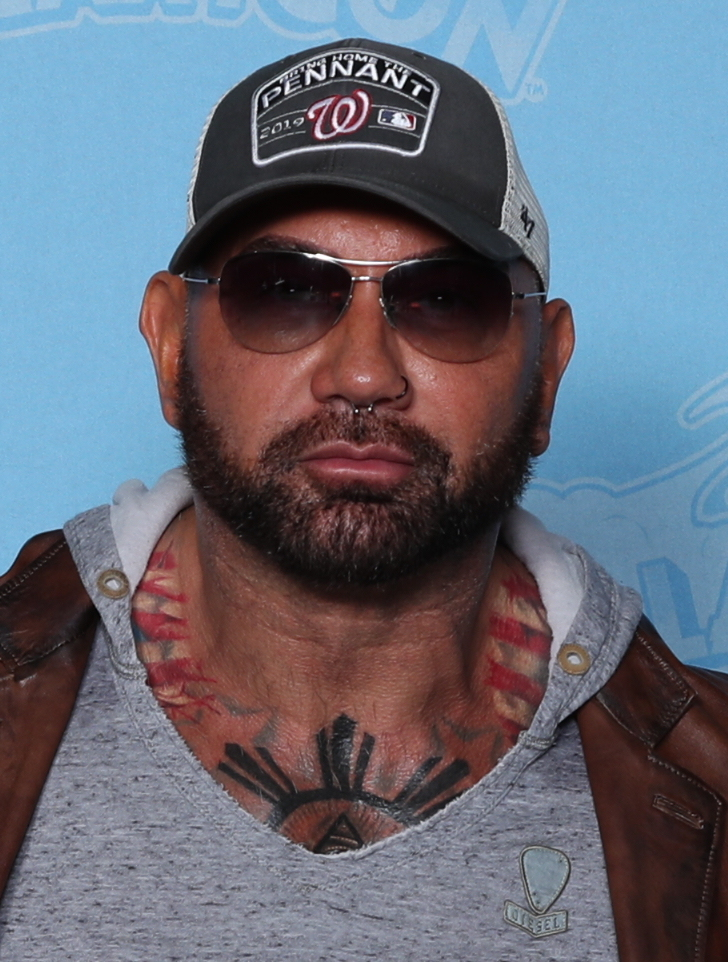
Dave Bautista spielt den Monsterjäger Boyce

Mit Kameramann Glen MacPherson arbeitete Anderson für alle seine Filme seit 2010 zusammen, zuletzt für Monster Hunter, in dem Jovovich ebenfalls in der Hauptrolle zu sehen war.

### Filmmusik, Marketing und Veröffentlichung
Die Filmmusik komponierte, wie bei Andersons letzten beiden Filmen, der Österreicher Paul Haslinger.
Der erste Trailer wurde Anfang Januar 2025 vorgestellt. Der Film kam am 6. März 2025 in die deutschen und Schweizer und am darauffolgenden Tag in die US-amerikanischen Kinos.

## Rezeption

### Altersfreigabe
In den USA erhielt der Film ein R-Rating, was einer Freigabe ab 17 Jahren entspricht. In Deutschland wurde der Film von der FSK ab 16 Jahren freigegeben.

### Kritiken
In the Lost Lands erhielt ein eher schlechtes Presseecho, was sich auch in den Auswertungen US-amerikanischer Aggregatoren widerspiegelt. So erfasst Rotten Tomatoes 21 % wohlwollende Besprechungen und ordnet den Film damit als „Gammelig“ ein. Metacritic ermittelt aus den vorliegenden Bewertungen eine „Durchwachsene“ Durchschnittswertung von 41/100 Punkten. Allerdings gibt es auch gerade aus Deutschland zahlreiche Kritiken, in welchen der neue visuelle Stil von Anderson, der den Film mit der eigentlich nur für Games verwendeten Unreal Engine gedreht hat, gelobt wird. Bei Filmstarts sieht Kamil Moll so einen "radikalen, immersiven Fantasy-Neuentwurf". Bei Critic.de geht Lukas Foerster davon aus, dass "das Kinojahr 2025 wohl wenig Schöneres bereithalten [wird] als diesen Film". Und im Branchenmagazin SPOT media & film fragt Thomas Schultze: "Ein filmischer Wahnsinn. Wie kann man das als Fan puren Kinos nicht lieben?".